# Eduardo Velasco López de Cano
Eduardo Velasco López de Cano (Vitoria, 27 de abril de 1854-Vitoria, 28 de diciembre de 1920) fue un escritor, catedrático, periodista y político español.

## Biografía
Natural de Vitoria, nació el 27 de abril de 1854, el mayor de la que sería una prole de seis hijos, la de Eugenio Pío Eduardo Velasco Urniza y Toribia Ramona López-Cano Ramírez de la Piscina. Estudió Derecho y también Filosofía y Letras en la universidad.
Ejerció de catedrático en el Instituto General y Técnico de Vitoria, y, por encomienda del ministro de Fomento, fungió como comisario de Agricultura, Industria y Comercio en toda la provincia de Álava. Escribió textos que se publicaron en revistas como Euskal-Erria, Revista de las Provincias Euskaras y La España Regional, y en periódicos como El Porvenir Alavés y El Anunciador Vitoriano, que también dirigió. Asimismo, confundó la revista La Exploradora.
Figura entre los miembros fundadores de la Academia Cervántica Española de Vitoria y el Ateneo de Jóvenes. Llegaría también a ser presidente del Real Ateneo Científico, Literario y Artístico de Vitoria, y, en el desempeño de sus funciones, fue uno de los principales impulsores de la revista Ateneo, cuyo primer número, que iba acompañado del subtítulo de «revista órgano del Real Ateneo de Vitoria», vio la luz en enero de 1913. Su figura fue clave en el recorrido de la revista, como se vio plasmado cuando falleció. En julio de 1921, en el octogésimo octavo número, el último de los que se tiene constancia, ya se habla de las dificultades que experimentaba la institución para sacar adelante la publicación, con especial referencia a la pérdida de Velasco apenas un año antes. «Nuestro deseo de continuar y aumentar la vida de la tradicional institución de cultura vitoriana lucha con las dificultades hijas de las circunstancias que impiden a los hombres, no muchos hoy, que velan por tales intereses dedicar a ellos el tiempo que otras ocupaciones absorben. A pesar de lo cual la acción de nuestro Ateneo durante el curso actual no ha sido menor que en los anteriores, aparte de la continuidad mensual de su Revista. Iniciativa y obra constante del inolvidable D. Eduardo Velasco (q. e. p. d.), fue esa periodicidad difícil para los demás de conseguir», se explica a los lectores.
Como político, concurrió a las elecciones con el partido Liga Foral Autonomista, y presidiría la Diputación de Álava desde 1905 hasta 1909, cargo en el que sucedió a Carlos Ajuria y Urigoitia y en el que se vio remplazado por Federico Baráibar.
Fallecería en su ciudad natal el 28 de diciembre de 1920. En su honor, y desde el 4 de diciembre de 1947, una calle de la ciudad lleva su nombre.

## Obra
Escribió diversos libros y discursos, entre los que se cuentan:
- El Estado salvaje: ¿es en el hombre primitivo o es decadencia de un estado anterior de civilización? (1883)[1]
- Discurso pronunciado en la apertura de cátedras de 1887-88 por D. Eduardo de Velas y López Cano, presidente del Ateneo (1888)[1]
- La democracia vascongada y las democracias modernas (1904)[1][5]
- Crónicas y biografías alavesas: D. Ladislao de Velasco y sus contemporáneos (1910)[1][3]
- La tributación en Álava (1912)[1][5]
- Reseña histórica de los estudios sobre caracteres ibéricos (1915)[1][5]
- La esclavitud del impuesto (1919)[1]
- Etimologías alavesas[5]